# Comalcalco (gmina)

Położenie gminy Comalcalco na mapie stanu Tabasco

Comalcalco – gmina w północno-wschodniej części meksykańskiego stanu Tabasco, położona na wybrzeżu Zatoki Meksykańskiej. Jest jedną z 17 gmin w tym stanie. Siedzibą władz gminy jest Comalcalco. Nazwa gminy pochodzi od słów w języku nahuatl “Comali–Calli-Co” co oznacza Dom comales (Los comales – płaskie patelnie służące w krajach Ameryki Łacińskiej do wyroby tortilli).
Ludność gminy Comalcalco w 2005 roku liczyła 173 773  mieszkańców, co czyni ją trzecią pod względem liczebności gminą w stanie Tabasco.

## Geografia gminy
Powierzchnia gminy wynosi 723,2 km² i zajmuje 2,95% powierzchni stanu, co czyni ją jedną z mniejszych pod względem powierzchni w stanie Tabasco. Obszar gminy jest równinny a położenie w pobliżu zatoki sprawia, że powierzchnia jest wyniesiona ponad poziom morza średnio o około 40 m. Teren pokryty jest polami uprawnymi i lasami, które mają charakter lasów deszczowych. Klimat jest bardzo ciepły ze średnią roczną temperaturą wynoszącą 26,4 °C, i średnią minimalną w najchłodniejszym miesiącu – grudniu – 22,8°. Wiatry znad Morza Karaibskiego i znad Zatoki Meksykańskiej przynoszą dużą ilość gwałtownych opadów (głównie w lecie) czyniąc klimat bardzo wilgotnym z opadami na poziomie 2052 mm rocznie z maksimum przypadającym w sierpniu (342 mm) oraz minimum w grudniu (6 mm).

## Gospodarka

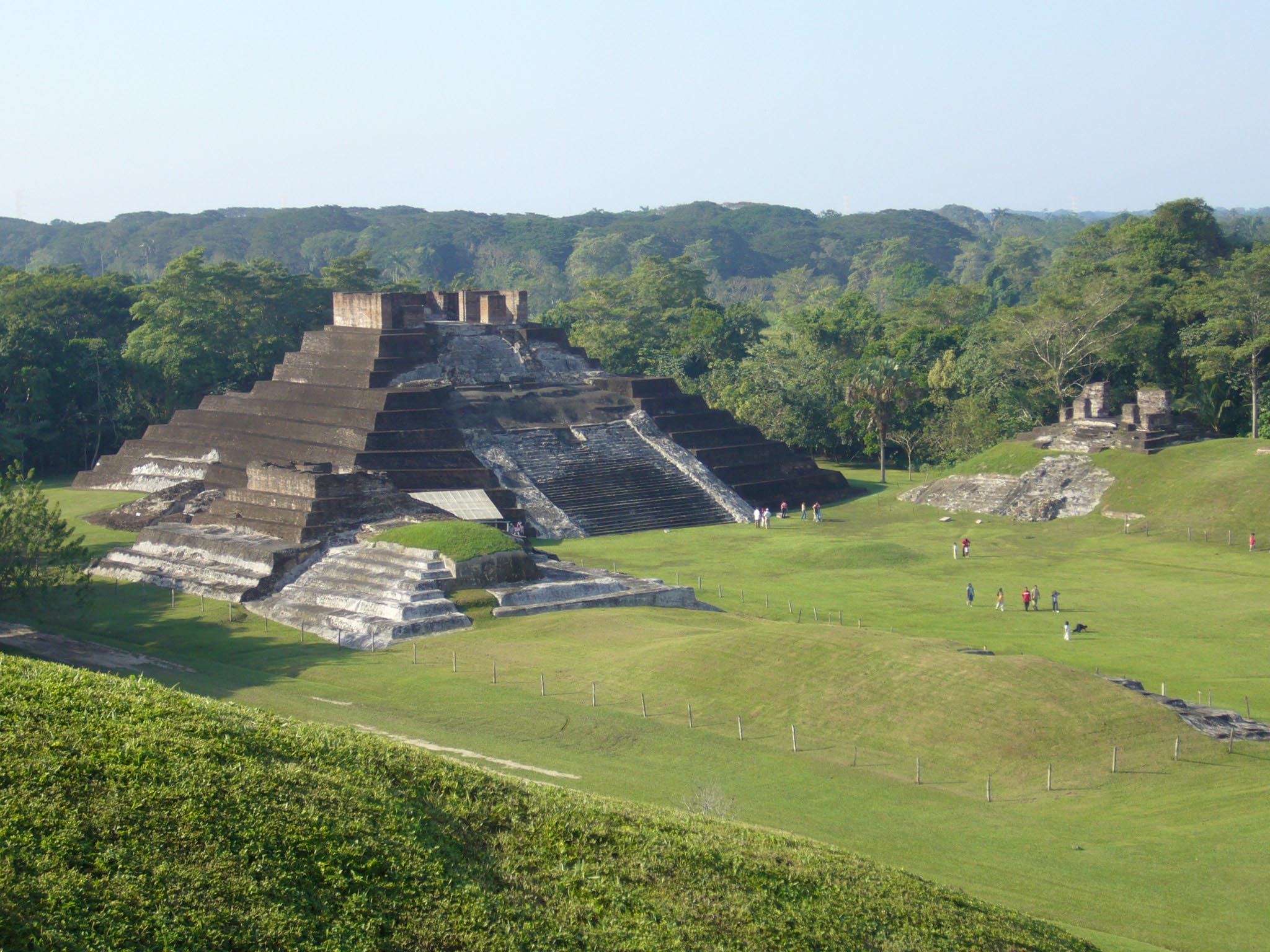
Piramida Majów w strefie archeologicznej Comalcalco

Spośród całej ludności gminy około 44,5% jest aktywnych ekonomicznie, co jest wysokim wskaźnikiem w warunkach meksykańskich. Ludność gminy jest zatrudniona wg ważności w następujących gałęziach: rolnictwie, hodowli, przemyśle głównie petrochemicznym związanym z firmą Pemex, oraz rybołówstwie, a także w usługach, handlu i turystyce związaną ze znajdującymi się w odległości 4 km od Comalcalco ruinami miasta Majów.
Najczęściej uprawianą rośliną w gminie Comalcalco jest zdecydowanie kakaowiec, który zajmuje blisko 60% powierzchni pól uprawnych a ponadto uprawia się kukurydzę, bananowce i wiele gatunków ogrodniczych. Z hodowli najpowszechniejsza jest hodowla bydła mięsnego.